# 개발경제학
개발경제학(開發經濟學) 또는 발전경제학(發展經濟學, 영어: development economics)은 경제학의 한 분야로서, 저소득 국가(빈국)의 경제 발전을 추구함에 있어서 중요한 요소와, 저소득 국가와 고소득 국가(부국)의 경제, 사회 현상등의 특징을 분석하고 이를 경제적 합리성의 관점에서 이해하고자 하는 학문이다. 단순히 경제 발전이나 개발에 수반하는 구조적 변화뿐만 아니고 보건, 교육, 환경, 노동 환경 등에 있어서, 개발에 수반되는 공적 및 사적 측면에서의 인구적 특성 변화를 분석하고, 이러한 특성의 잠재능력을 최대화하기 위한 정책적 방법론과 그 기반에 대한 연구 또한 주요한 연구 초점 중 하나이다. 이러한 분석을 위하여 각국의 국가 경제 통계 자료에 대한 단면 분석은 물론, 시간에 따른 변화를 분석하기 위한 시계열 분석을 비롯한 여러 가지 분석 방법론을 사용한다.
개발경제학은 경제학의 분과 중에서도 사회·정치적 요소, 예컨대 제도의 분석 등을 통한 접근 방법을 가장 중요시하는 분과 중 하나로서, 1930년대 이래 공산주의 계획경제 하에서 경제적 발전을 극대화하기 위한 방법론으로서 처음 개발되었지만, 1970년대 이래 게임 이론의 발전과 함께 해당 방법론을 차용, 경제 주체의 합리성의 관점에서 분석하는 분야로 재구성되어 주류 경제학의 한 분과로 자리잡았으며, 1990년대 이후로 정보화와 세계화에 힘입어 전세계 각국의 경제적 통계 데이터에 대한 접근성이 개선되고 대량의 데이터 분석이 가능해짐에 따라 미시적 기반을 중시하는 실증적 연구 방법론 또한 크게 대두되었으며, 특히 에스테르 뒤플로가 경제 원조의 형태별 효율성에 대한 데이터를 분석한 것을 비롯, 실험경제학적 분석방법을 도입하여 현재에 이르고 있다.

## 연구 방법론
개발경제학의 본격적인 발달과 함께, 경제 개발을 분석함에 있어서 어떠한 접근방법을 취할 것인가에 대한 이론은 크게 다음과 같은 다섯 종류가 있어왔다.

## 같이 보기
- 다론 아제모을루
- 라그나르 넉시
- 무함마드 유누스
- 와타나베 도시오
- 장하준
- 인구경제학
- 종속 이론
- 개발
- 경제성장
- 지속 가능한 발전